# Jean-Baptiste Cousin de Grainville
Pour les articles homonymes, voir Cousin et Grainville (homonymie).
Ne doit pas être confondu avec Jean-Baptiste-Christophe Grainville.
Jean-Baptiste-François-Xavier Cousin de Grainville, né le 2 avril 1746 au Havre et mort le 12 pluviôse an XIII (1er février 1805) à Amiens, est un un écrivain, dramaturge et poète français, surtout retenu pour son importante œuvre pionnière de science-fiction Le Dernier Homme.

## Biographie
D’un père officier dans l'état-major, Grainville a été destiné, comme son frère aîné Guillaume-Balthazar Cousin de Grainville, devenu évêque de Cahors, à l’état ecclésiastique. Il a fait des études distinguées, d’abord au collège de Caen et ensuite à Paris, au collège de Louis-le-Grand, où il a été, avec l’abbé Siéyès, un des élèves les plus marquants du séminaire Saint-Sulpice. En 1762, âgé seulement de dix-sept ans, il a publié une épitre en vers Sur les progrès et la décadence de la poésie, essai poétique passé inaperçu à sa parution:7. Ce n’est qu’en 1772 que son talent pour l’éloquence et les lettres a été révélé, avec un discours d’inspiration rousseauiste, qui a remporté le prix d'éloquence à l’Académie de Besançon, qui avait mis cette question au concours : « Quelle a été l’influence de la philosophie sur le XVIIIe siècle ». Il a proclamé, à cette occasion, que sans le principe religieux, seule base immuable de l’ordre moral,  la philosophie ne pouvait qu’enfanter des sophismes, et donner naissance aux systèmes les plus contradictoires. Du haut de la chaire, dans des sermons restés manuscrits, il a continué de s’élever contre les mœurs et la philosophie de son siècle.
À un extérieur noble, à un organe touchant et expressif, il joignait un grand fonds de pensées, une manière neuves de les développer, un style lumineux et plein de chaleur, toutes qualités, qui lui ont attiré de vives contradictions, aux approches de la Révolution, qui transforme son rapport à la religion en lui faisant abandonner la carrière ecclésiastique pour la carrière dramatique. Sa pièce le Jugement de Pâris, entre autres, avait été reçue au Théâtre-Français, et allait être représentée à l’époque de la Révolution, les événements révolutionnaires seuls en auraient empêché la représentation. Malgré l’attrait de la scène pour son imagination ardente, l’auteur a été ramené par son caractère à un genre plus grave.
Apres son ralliement à la constitution civile du clergé, l’évêque constitutionnel d’Amiens, l’appelé dans cette ville, où ses talents oratoires lui ont procuré de nouveaux succès, qui semblaient promettre quelques succès, lorsque la déchristianisation a été mise en œuvre. Ses opinions, quoique modérées, sont devenues, pour des esprits prévenus, un prétexte et un titre contre lui. Pris à partie par les philosophes qu’il avait combattus, il a été anathématisé par le clergé insermenté dont il s’était séparé, abandonné par les assermentés qu’il ne défendait plus avec un zèle exclusif. Poursuivi, maltraité, privé de sa liberté, de sa pension, il a cédé, pendant la Terreur, à la pression du commissaire de la République d’Amiens, qui lui offrait la vie sauve en échange d’un mariage:101. Rendu enfin à la société, mais non à des fonctions dont l’écartait désormais sa position, il s’est vu réduit à s’occuper de l’éducation des enfants : mais des règlements drastiques entravaient l’instruction privée, paralysant les soins du maître et lui laissant trop peu d’élèves.
C’est durant les courts intervalles et au milieu même de ces traverses, qu’il a composé son Dernier Homme, œuvre pionnière de la littérature fantastique, utopique, d’anticipation et de science-fiction, dont le thème préromantique, et le sujet peuvent sembler sombre et triste ou analogue à la position de l’auteur, mais dont l’invention atteste une singulière originalité dans sa façon d’incarner une nouvelle conception du temps, vue comme un processus entropique. Ceux qui ont voulu voir des défauts dans cette œuvre, qui envisage la question de la fin de l’histoire, les ont attribués aux circonstances où se trouvait l’écrivain, mais ceux qui ont défendu les beautés qu’il renferme diront qu’elles sont atemporelles. Si Grainville l’a réellement conçu à l’âge de seize ans, comme l’avance son éditeur, il n’en a alors probablement eu que l’aperçu car le lecteur voit, par ce que l’auteur rapporte, non sans exagération, des grands progrès des sciences et des arts avant la fin des temps, qu’il a produit son ouvrage après l’invention des aérostats, dont il suppose la direction opérée. On voit même, par plusieurs passages, entre autres celui où le dernier homme identifie, au milieu des ruines du monde, les débris d’une statue du « Régénérateur de la France », que cette fiction a été composée lors de la création du Premier Empire. Pour Michelet, le choix de la Syrie comme cadre de la narration, est un rappel de l’expédition d'Égypte.
Trop fier pour s’abaisser à réclamer l’appui de ce nouveau gouvernement, Grainville n’avait pas d’emploi à en attendre. Ayant passé par tous les degrés de l’adversité, lorsque l’activité de son esprit ne fut plus soutenue par la composition de son livre, il est tombé dans une mélancolie suivie d’une fièvre avec délire. Comme il s’était expressément promis dans l’exécution de son travail, de ne jamais désespérer de lui-même, et que les consolations religieuses et domestiques ne lui manquaient pas, il est allé, lors d’un épisode névrotique, par un froid très vif, durant une violente bourrasque, se précipiter, à deux heures du matin, dans le canal de la Somme, qui baignait sa demeure amiénoise de la rue des Majots.
Initialement conçu comme un poème épique, il n’est resté de l'ouvrage qu’une ébauche en prose, divisée en chants plutôt qu’en chapitres, pour cause de suicide de son auteur. Plusieurs hommes de lettres se sont empressés d’en recommander la publication. Ainsi, frappé des scènes du roman que l’auteur avait à peine commencé à versifier, son compatriote Bernardin de Saint-Pierre, dont le frère était marié à une sœur de Grainville, a engagé le libraire-éditeur Jean-François Deterville à le publier. Réimprimée par Charles Nodier, la rareté de ces deux éditions a néanmoins engagé Jules Michelet, fasciné par ce poème, à en insérer un extrait dans ses Légendes de la démocratie, en 1850, avant une relative éclipse de l’œuvre.

## Publications
- Sur les progrès et la décadence de la poésie, Paris, 1762, in-12.
- Le Dernier Homme : ouvrage posthume, Paris, Jean-François Deterville, an xiv-1805, 200-175 p. (OCLC 458105868),t. 1 sur Gallica, t. 2 sur Gallica.